# Lamprotornis
Lamprotornis là một chi chim trong họ Sturnidae.

## Các loài
- Lamprotornis nitens.
- Lamprotornis chalybaeus.
- Lamprotornis chloropterus.
- Lamprotornis elisabeth.
- Lamprotornis chalcurus.
- Lamprotornis splendidus.
- Lamprotornis ornatus.
- Lamprotornis iris.
- Lamprotornis purpureus.
- Lamprotornis purpuroptera.
- Lamprotornis caudatus.
- Lamprotornis regius.
- Lamprotornis mevesii.
- Lamprotornis australis.
- Lamprotornis acuticaudus.
- Lamprotornis superbus.
- Lamprotornis hildebrandti.
- Lamprotornis shelleyi.
- Lamprotornis pulcher.
- Lamprotornis unicolor.
- Lamprotornis fischeri.
- Lamprotornis bicolor.
- Lamprotornis albicapillus.